# Cot Cokan
Cot Cokan är en kulle i Indonesien.   Den ligger i provinsen Aceh, i den västra delen av landet, 1 800 km nordväst om huvudstaden Jakarta. Toppen på Cot Cokan är 111 meter över havet.
Terrängen runt Cot Cokan är kuperad söderut, men norrut är den platt. Terrängen runt Cot Cokan sluttar norrut. Runt Cot Cokan är det ganska tätbefolkat, med 116 invånare per kvadratkilometer. I omgivningarna runt Cot Cokan växer i huvudsak städsegrön lövskog.